# 杨绍 (清朝)
杨绍，湖南武陵人，清朝政治人物。

## 生平
康熙四十八年（1709年）己丑科進士。雍正二年（1724年）接替周錞元任松江府知府一职，雍正四年（1726年）由周中鋐接任。